# Szakolca
Szakolca (szlovákul: Skalica, németül: Skalitz, latinul: Sakolcium) város Szlovákiában. A Nagyszombati kerület Szakolcai járásának székhelye.

## Fekvése
A város a Morva folyó bal partján fekszik, a határtól 4 km-re délkeletre, ahol a Morva határfolyó lesz Csehország és Szlovákia között.

## Nevének eredete
Először 1217-ben említik Zaculcha néven. Neve a szlovák skalica = sziklácska főnévből ered.

## Története
Területén már a kőkorszakban is éltek emberek, de a vidék nagyobb arányú benépesülése az i. e. 4000 körüli időre tehető.
A várost II. András oklevele említi először 1217-ben „Zakolcha” alakban. A halmon fekvő települést 1372. október 6-án emelte Nagy Lajos király szabad királyi várossá, falait megerősíttette. Kiváltságait Luxemburgi Zsigmond is megerősítette és a 15. század elején a város a környék gazdasági, vallási és kulturális központja lett. Megélénkült a vallási élet is, miután az 1430-as években ferences szerzetesek érkeztek ide és felépítették templomukat. A városnak fontos szerepe volt a Giskra ellenes harcokban, a Bocskai-szabadságharcban és a kuruc időkben. A 17. századra Szakolca a lakosság és a házak számát tekintve, de mindenekelőtt gazdasági értelemben Pozsony, Kassa, Nagyszombat, Eperjes és Bártfa mellett a Felvidék hat legjelentősebb városa közé emelkedett. A 17. században újabb szerzetesek, a karmeliták és jezsuiták telepedtek le a városban. 1662-ben megalapították gimnáziumukat. Később a pálosok és a 18. század végén az irgalmas rendiek is megérkeztek.
1686-ban virágvasárnap a helyi szokás szerint az istentisztelet alatt a városkapukat zárva tartották. Az itt állomásozó bajor gránátosok ezredese a kapukat erővel betörette, az őröket és ellenszegülőket megverette, az odasiető Bársony Zsigmond városkapitányt saját kezűleg lelőtte. A város lakossága emiatt ellenszegült és a felfordulásban az ezredest megölték.
Jelentős volt a kézművesség, céhei egymás után alakultak, de különösen a posztógyártás volt az, ami a 18. század végére az egész országban híressé tette. Fejlett volt a mezőgazdaság és a szőlőtermesztés is, melynek különösen nagy hagyományai voltak olyannyira, hogy a város plébániatemplomában az egyik oltár is a szőlészet védőszentjének, Szent Orbánnak volt szentelve. Az ágostai hitvallású egyház könyvtárát 1854-ben, az Irgalmas-rend könyvtárát 1876-ban alapították.
A századfordulóig Nyitra vármegye Szakolcai járásának székhelye volt, majd a székhelyet áthelyezték Holicsra, ám a járás neve nem változott meg (továbbra is Szakolcai járás maradt).

## Népessége
| Év:            | 1994.  | 2004.   | 2014.   | 2024.   |
| -------------- | ------ | ------- | ------- | ------- |
| Emberek száma: | 14 916 | 14 984  | 14 749  | 15 440  |
| Eltérés:       |        | +0,45 % | -1,56 % | +4,68 % |

| Év:            | 2023.  | 2024.   |
| -------------- | ------ | ------- |
| Emberek száma: | 15 461 | 15 440  |
| Eltérés:       |        | -0,13 % |

1851 körül Fényes Elek szerint 6176 fő lakott a városban, ebből 5257 római katolikus, 841 evangélikus és 178 zsidó vallású volt. Főképp szlovákok és némi németség lakta.
1880-ban 5115 lakosából 83 magyar, 363 német és 4481 szlovák anyanyelvű volt. Ebből 4050 római katolikus, 780 evangélikus és 280 izraelita vallású volt.
1890-ben 4926 lakosából 152 magyar és 4359 szlovák anyanyelvű volt.
1900-ban 4932 lakosából 276 magyar és 4301 szlovák anyanyelvű volt.
1910-ben 5018 lakosából 505 magyar, 259 német és 4155 szlovák anyanyelvű volt. Ebből 4125 római katolikus, 712 evangélikus, 163 izraelita és 16 református vallású volt.
1921-ben 4835 lakosából 30 magyar, 38 német, 91 zsidó és 4627 csehszlovák volt.
1930-ban 5309 lakosából 24 magyar, 53 zsidó, 54 német és 5088 csehszlovák volt.
1990-ben lakosainak száma 14798 volt.[forrás?]
1991-ben 14748 lakosából 13 magyar és 13821 szlovák volt.
2001-ben 15013 lakosából 19 magyar és 14239 szlovák volt.
2011-ben 14441 lakosából 13735 szlovák, 313 cseh, 41 morva, 32 cigány és 19 magyar volt.

## Nevezetességei

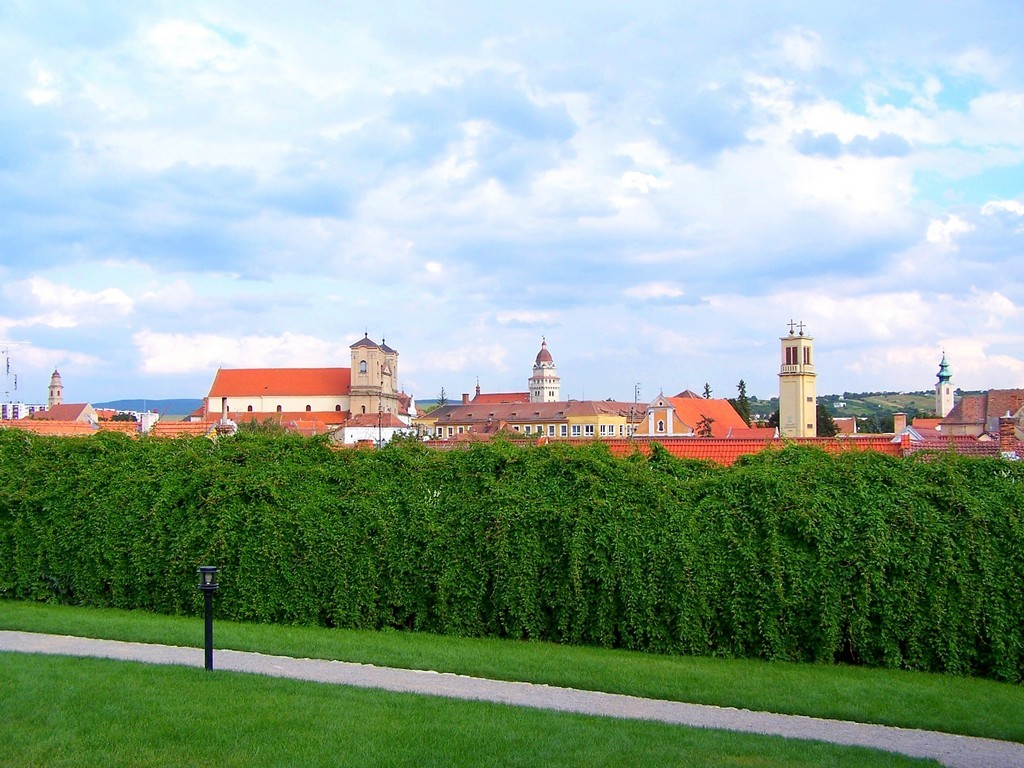
A város panorámája a rotundáról nézve
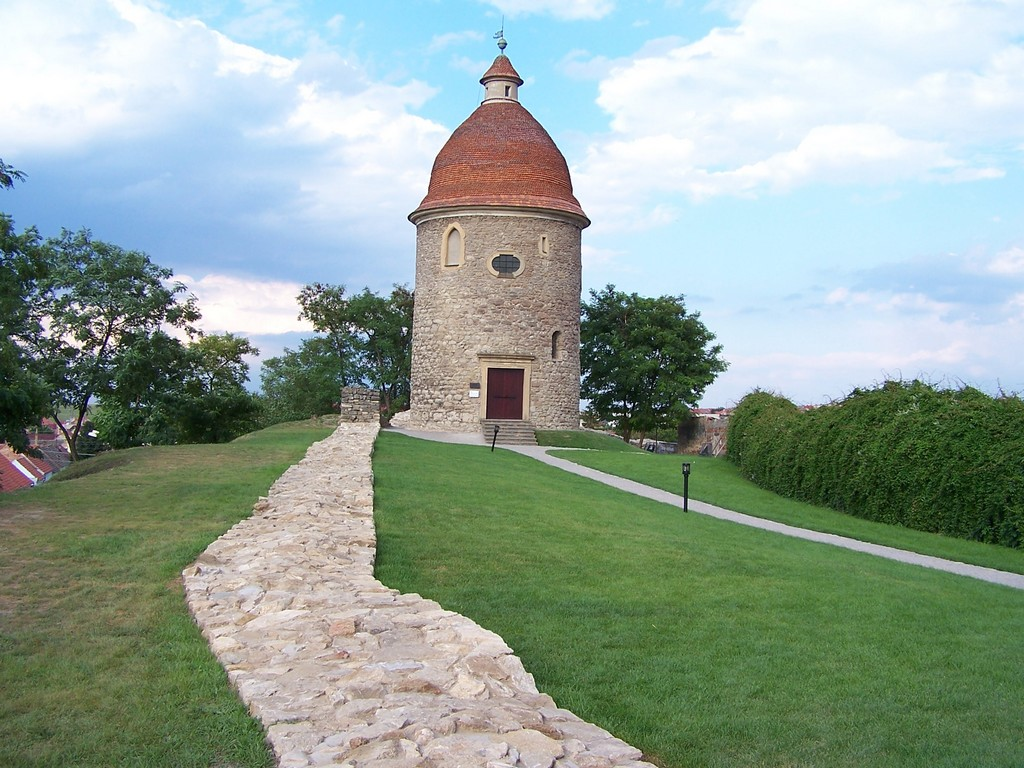
A Szent György-körtemplom, a város legrégibb épülete
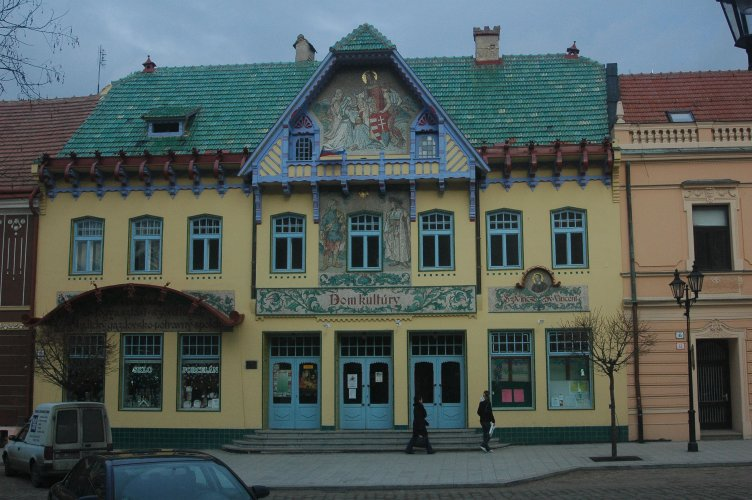
A kultúrpalota
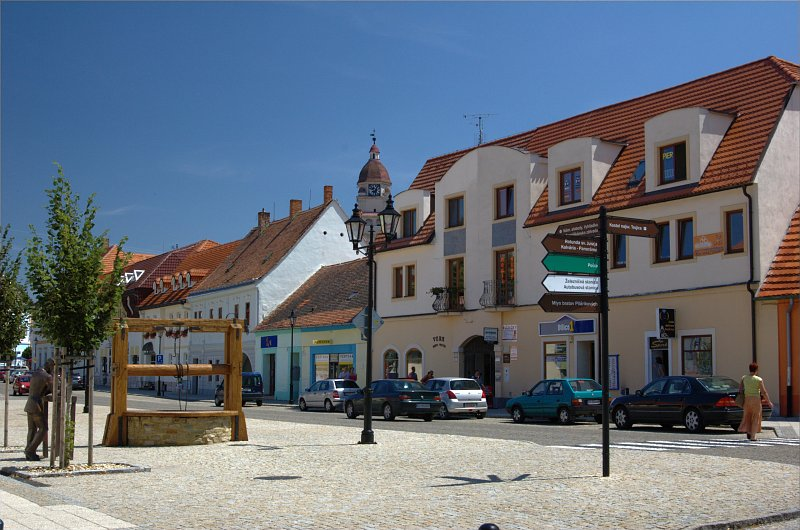
A városközpont részlete
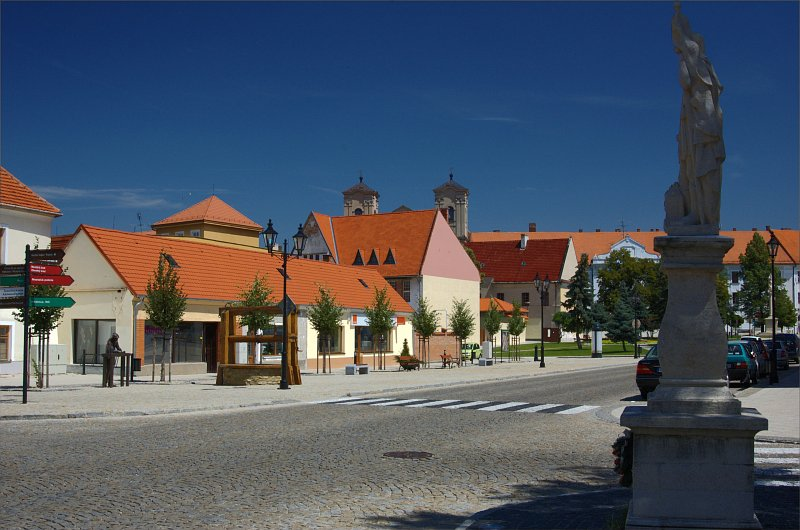
A városközpont részlete

- Legrégibb műemléke a 12. századi román stílusú Szent György-körtemplom.
- Városfalai a 14. században épültek, részben ma is állnak. A Kálvária-hegyen őrtorony magasodik. Városkapui a négy világtáj felé nyílnak.
- Szent Mihály tiszteletére szentelt plébániatemploma gótikus eredetű, 1372 után kezdték építeni. A 15. században gótikus stílusban, később reneszánsz stílusban építették át. Története során többször leégett. Csontháza 14. századi. A templomhoz kapcsolódik a 14. századi, később barokk stílusban átépített Szent Anna-osszuárium.
- A plébániatemplom melletti Mária-oszlop 1695-ben készült, a 19. században megújították.
- Stibor-féle városi szegényházát még 1414 előtt Stiborici Stibor alapította, a 17. században átépítették. Az Erzsébet-kápolna is 17. századi.
- Ferences temploma és kolostora gótikus eredetű, a Hétfájdalmú Szűzanya tiszteletére van szentelve. 1467 és 1484 között épült.
- A pálosok Remete Szent Pál tiszteletére szentelt temploma 1715 és 1725 között épült barokk stílusban.
- A Szentháromság-templom 1645 és 1650 között épült, eredetileg az evangélikusoké, majd a jezsuitáké volt. A jezsuiták új templomuk megépítésekor átadták a templomot a karmelitáknak. A karmelitákat II. József feloszlatta, utána az irgalmas rendé lett. Mellette lorettói kápolna is épült, a benne levő kegyszobrot 1707-ben Kollonich Lipót bíboros ajándékozta. A kápolna a környék kedvelt búcsújáróhelye.
- A Mittakovszky-házban van az Erdőháti Múzeum, mely a környék kulturális kincseinek tárháza.
- I. (Nagy) Lajos király szobra a városközpontban. Vladislav Plekanec alkotását 2008-ban adták át.
- Jezsuita templom és kollégium. A Xavéri Szent Ferenc tiszteletére szentelt templom a 18. század végén épült. A kollégium falán van Juhász Gyula 2008-ban leleplezett kétnyelvű emléktáblája és Csernoch János szlovák nyelvű emléktáblája.
- A kollégiummal szemközt van a Gvadányi-kúria, ahol élete utolsó éveit töltötte Gvadányi József. Emléktáblája magyar nyelvű. Ma a városi könyvtár található benne.
- Evangélikus temploma 1797-ben épült klasszicista stílusban, a templomban található Komenszky János emlékműve.
- A kultúrpalota szecessziós épülete 1905-ben épült. Homlokzatát Mikoláš Aleš mozaikjai díszítik.
- A Xavéri Szent Ferenc kápolna az 1710. évi pestis áldozatainak emlékére épült 1714-ben.
- A szőlőhegyen található Szent Orbán kápolna 18. századi.
- A városháza a 18. században épült barokk stílusban, a 19. században klasszicista stílusban építették át.
- A város határában található klasszicista kálváriát Rudnay Sándor érsek építtette 1823-ban.
- A Pilárik testvérek 20. század elején épített malma ma múzeum. Az egykori vízimalmot később korszerű, három szintes őrlőüzemmé építették át.

## Híres emberek
- Itt született 1108-ban II. Béla király.
- Itt született 1651-ben Bzensky Rudolf jezsuita rendi szerzetes (meghalt 1715. június 13-án).
- Itt született Corneli János (?–1730) jezsuita rendi tanár.
- Itt született 1787-ben Czinár Mór Pál bölcsészdoktor, bencés szerzetes, az MTA levelező tagja.
- Itt született 1830-ban František Sasinek szlovák történész.
- Itt született 1852-ben Agnelli József növénynemesítő, római katolikus pap.
- Itt született 1852-ben Csernoch János esztergomi bíboros-érsek, hercegprímás.
- Itt született 1855-ben Fodor László matematikus, pedagógus.
- Itt született 1879-ben Jozef Hollý drámaíró.
- Itt született 1879-ben Novák József plébános.
- Itt tanított 1911 és 1913 között Juhász Gyula költő.
- Itt született 1947-ben Marián Varga, a Collegium Musicum együttes orgonistája.
- Itt született 1972-ben Vladimír "Vlado" Kumpan, trombitás, a világhírű Kumpanovi Muzikanti zenekar vezetője.
- Itt született 1972-ben Žigmund Pálffy, világbajnok szlovák jégkorongozó.
- Itt hunyt el 1644. október 16-án Berger Illés magyar királyi történetíró.
- Itt hunyt el 1801. december 21-én gróf Gvadányi József lovassági tábornok, költő.
- Itt szolgált Miskolczy Márton (1763-1848) fölszentelt püspök.

## Képgaléria

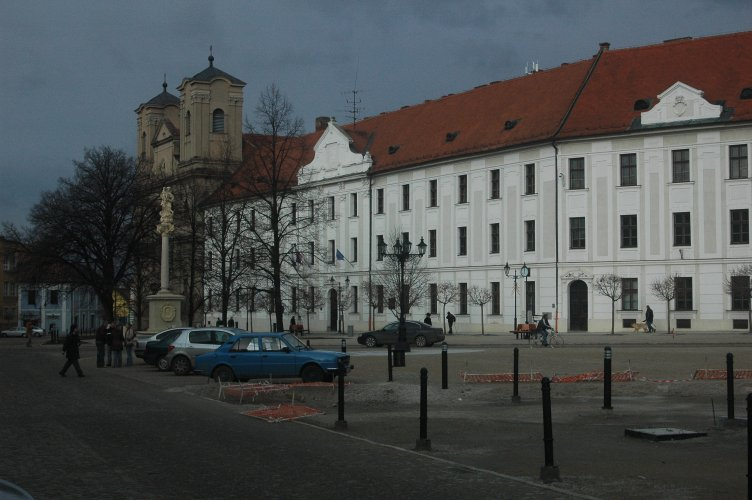
A jezsuita templom és kollégium
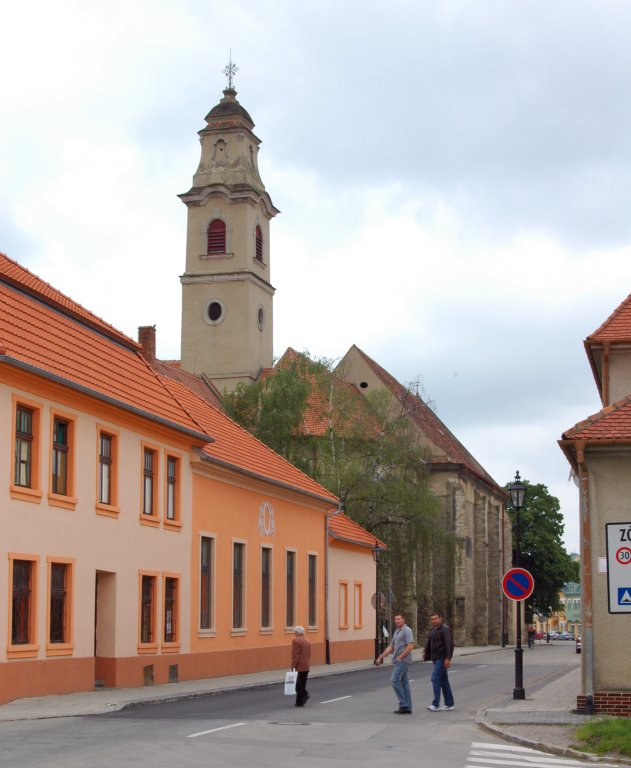
A ferences templom
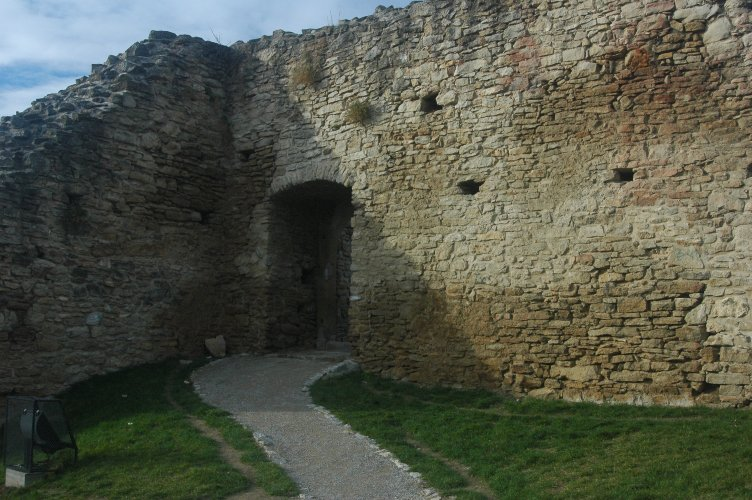
A városfalak
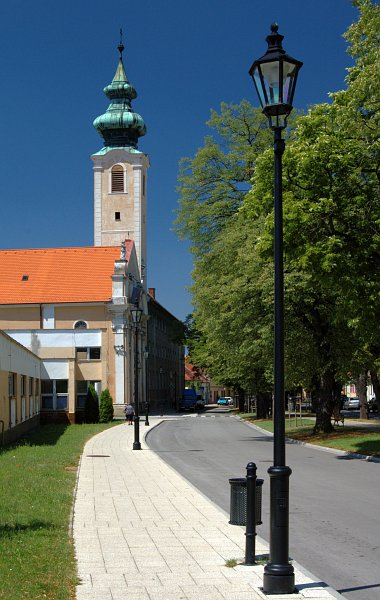
A Potočná utca
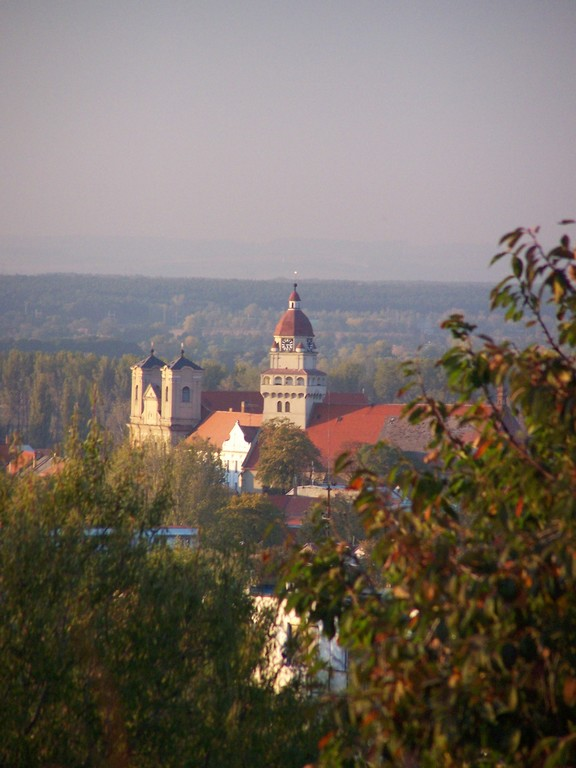
Kilátás a szőlőhegyről
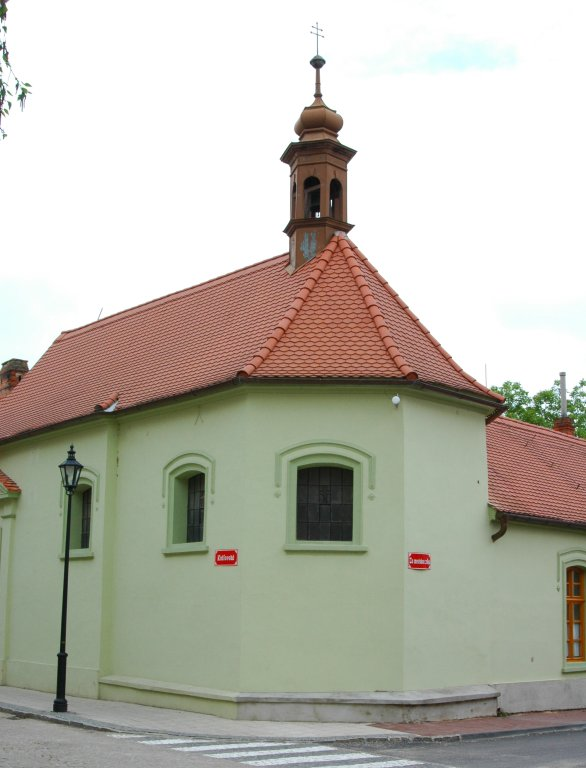
A szegényház épülete
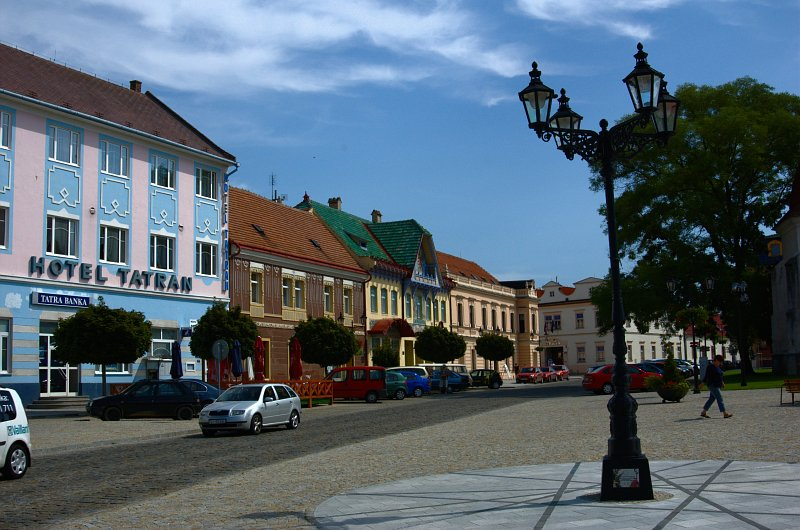
A Szabadság tér
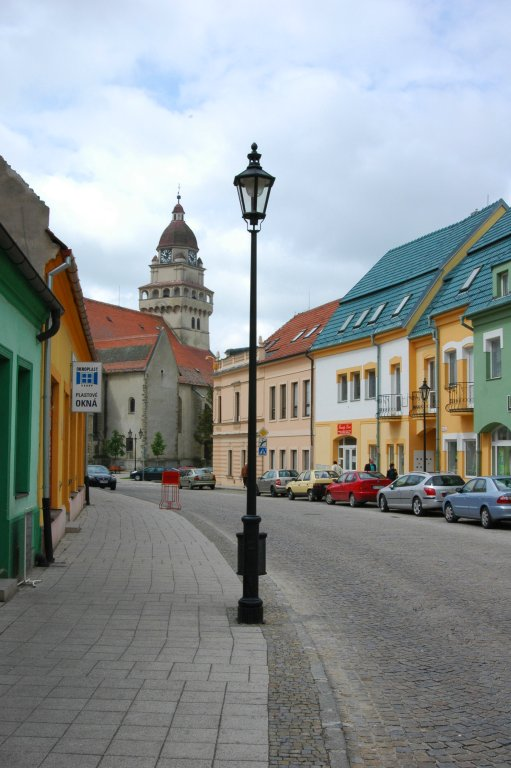
A Kráľovská utca
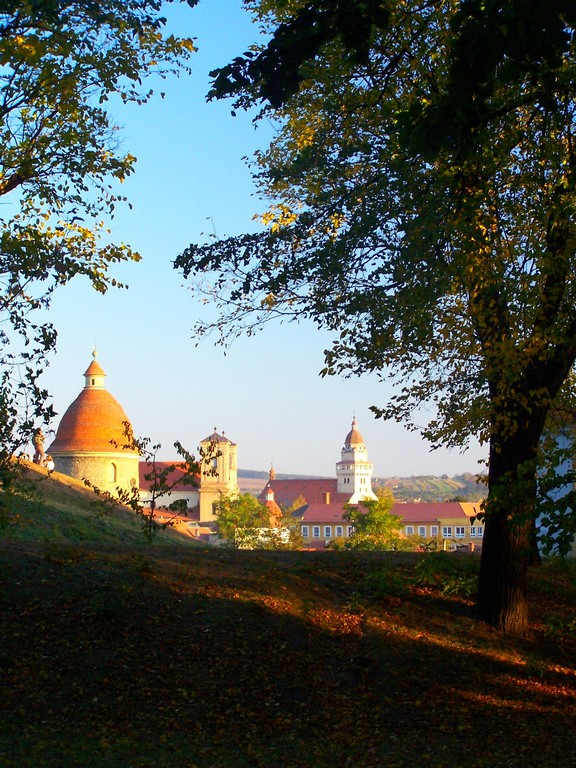
Kilátás a Kálváriáról